# Herb Kamieńska
Herb Kamieńska – jeden z symboli miasta Kamieńsk i gminy Kamieńsk w postaci herbu określony w statucie gminy 13 marca 2003.

## Wygląd i symbolika
Herb przedstawia w polu błękitnym dwa klucze złote, skrzyżowane. Całość na ozdobnej tarczy.
Herb nawiązuje do świętego Piotra, jednego z patronów parafii w mieście. 